# Stachys macrantha
Stachys macrantha là một loài thực vật có hoa trong họ Hoa môi. Loài này được (K.Koch) Stearn miêu tả khoa học đầu tiên năm 1951.

## Hình ảnh

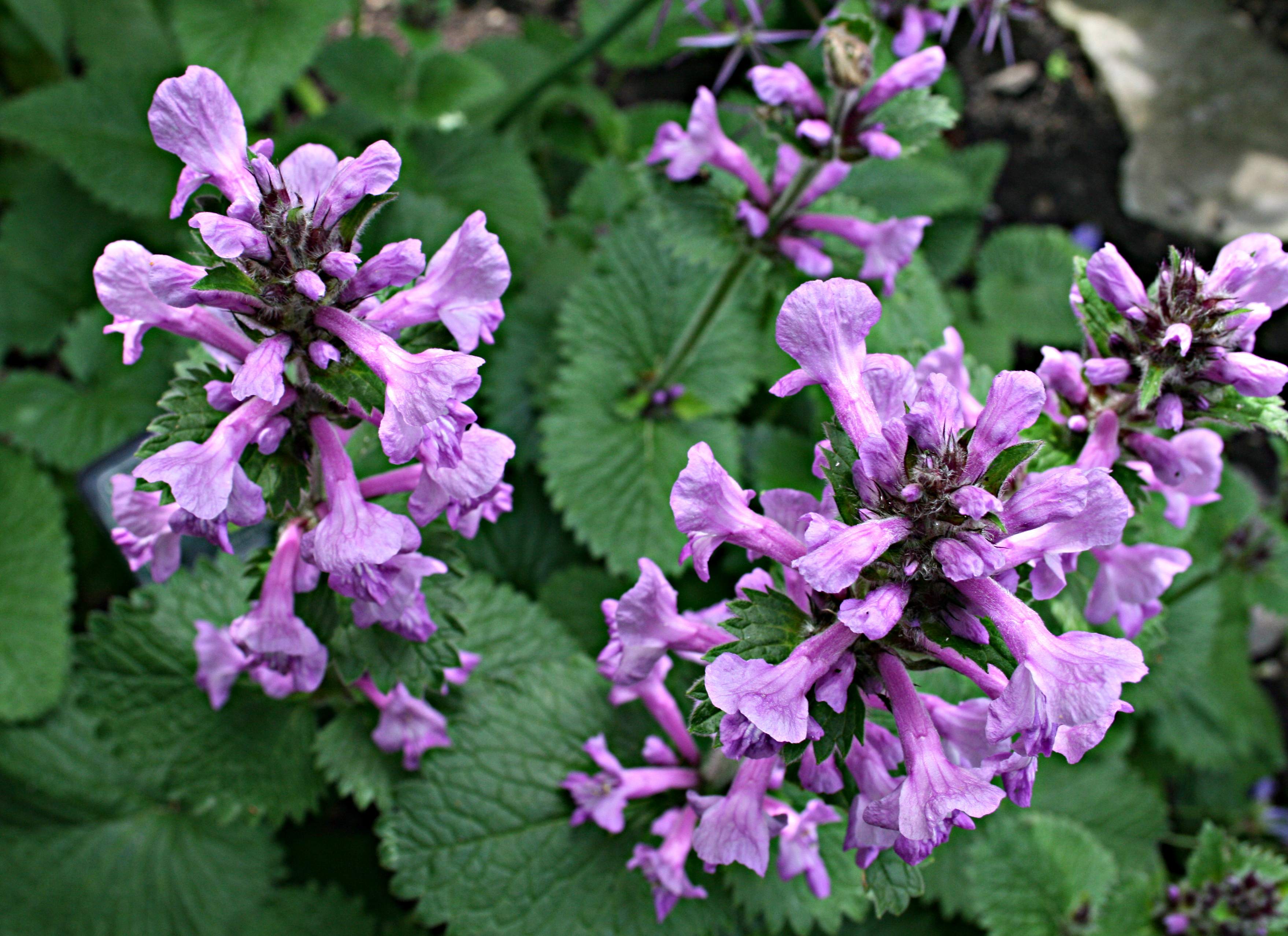
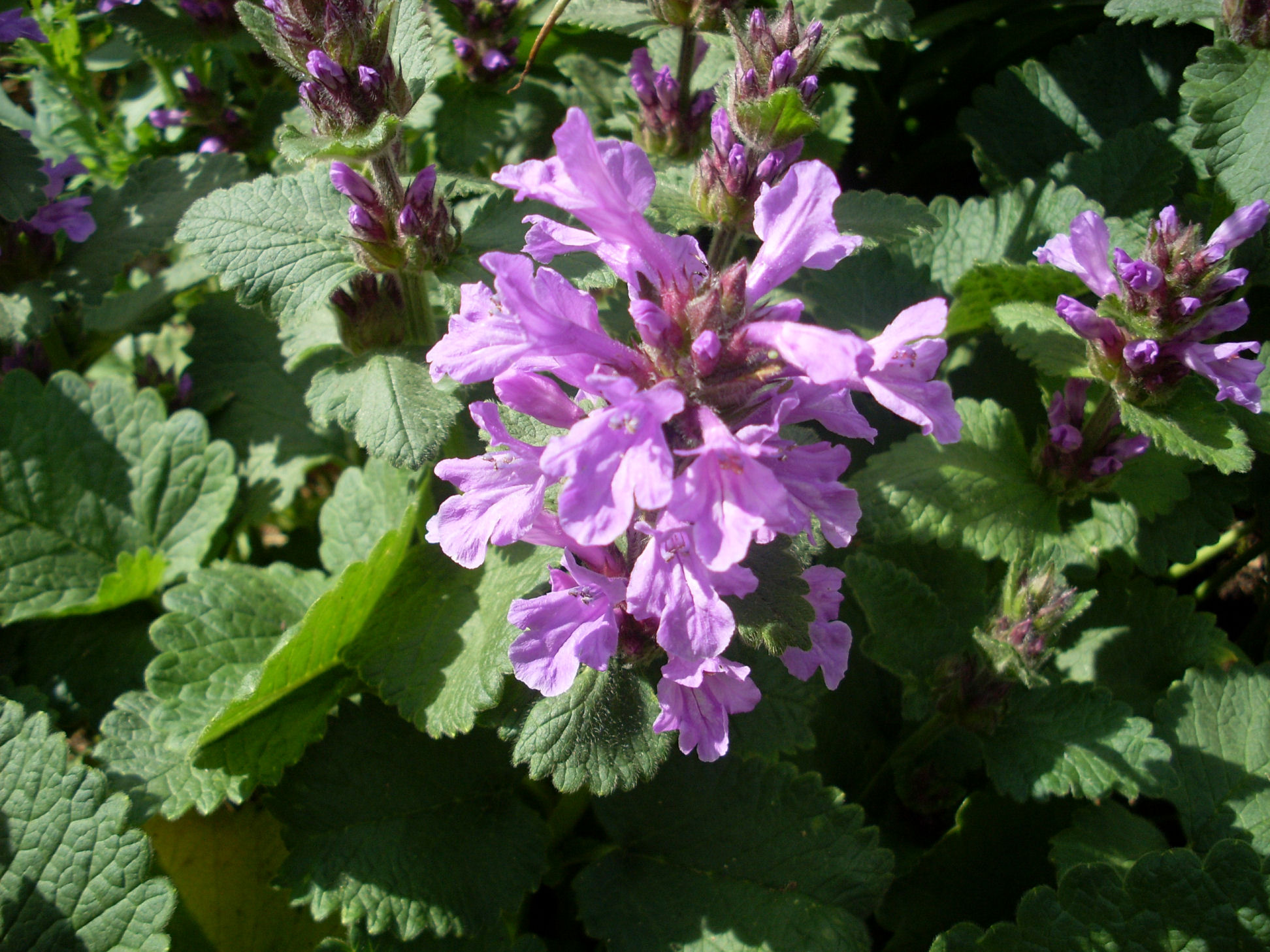
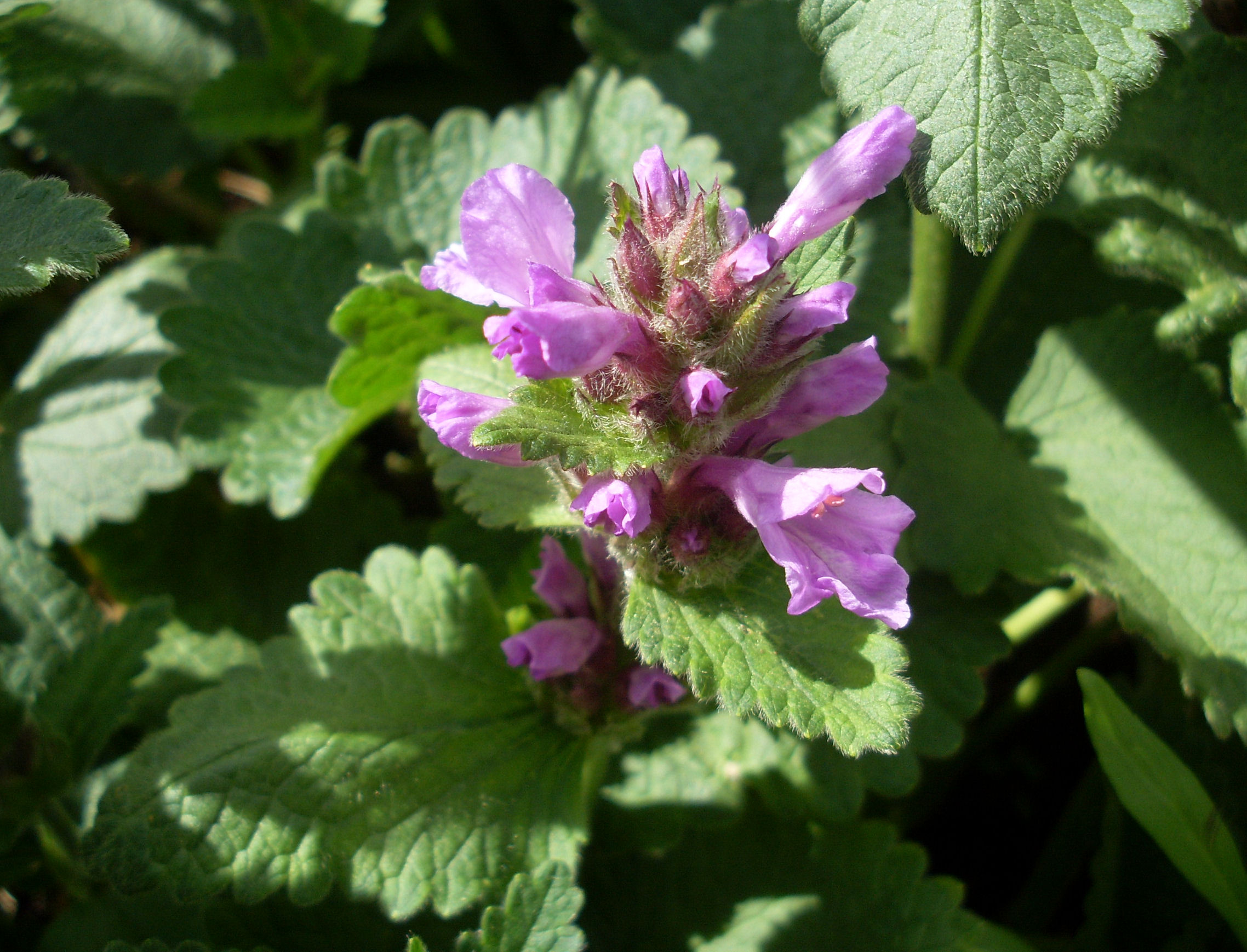
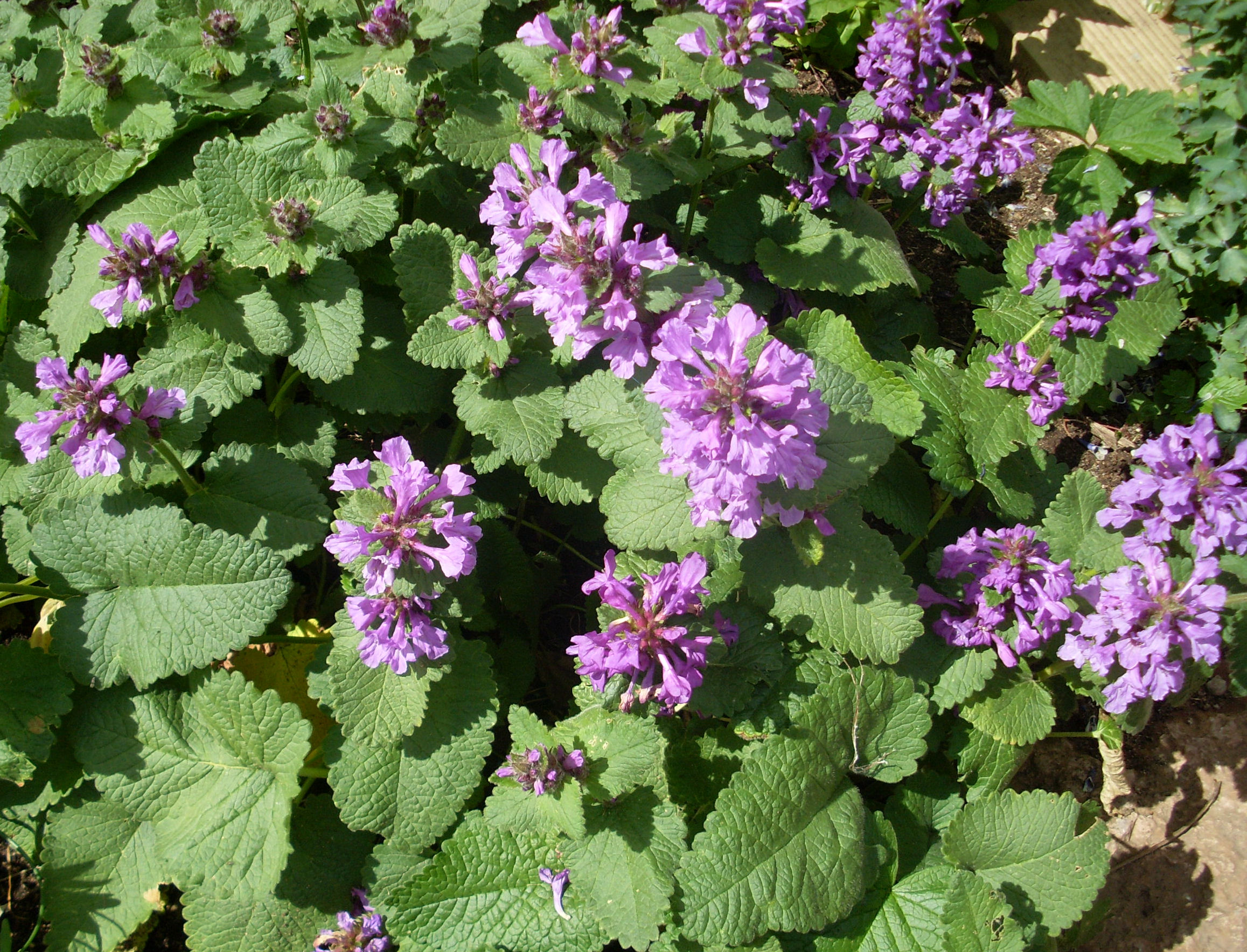